# Phyllophaga longicornis
Phyllophaga longicornis är en skalbaggsart som beskrevs av Blanchard 1851. Phyllophaga longicornis ingår i släktet Phyllophaga och familjen Melolonthidae. Inga underarter finns listade i Catalogue of Life.